# 蟹 (村上春樹)
『蟹』（かに）は、村上春樹の短編小説。

## 概要
初めに、英訳版 "Crabs" が『Stories Magazine』2003年4月号に掲載される。翻訳はフィリップ・ガブリエルが行った。英訳版は2006年7月刊行の短編小説集『Blind Willow, Sleeping Woman』（クノップフ社）に収録された。同書の日本語版『めくらやなぎと眠る女 TWENTY-FOUR STORIES』が出版されることにより、村上が書いたオリジナルの原稿は2009年11月にようやく日の目を見た。
村上は本短編についてこう述べている。「『蟹』は『回転木馬のデッド・ヒート』に収められた『野球場』の中で登場人物の一人が書いていた小説を作品化したものである。」

## あらすじ
シンガポールの海辺の町に着いた最初の日の夕方、二人は小さな食堂を見つけた。その食堂は蟹料理を専門とする店だった。安くておいしかったので、それから三日間二人は毎日その店に通った。女は26歳で私立女子中学校で英語を教えていて、男は28歳で大手の銀行に勤めていた。二人が同時に休暇を取れるのはほとんど僥倖に近く、彼らはそれぞれに、その貴重な時間を損なう話題を持ち出さないように注意していた。
休暇の最後の日である四日目、男は就寝中に目を覚ました。急いで洗面所に行き、胃の中にあるものを勢いよく吐き出した。吐いたものをじっと眺めていると、水の上に浮いたかたまりがかすかに移動しているように見えた。それは蟹の肉の表面に付着した白い虫の群であった。